# Fatih Koyunoğlu
Fatih Koyunoğlu (Istanbul, 20 gennaio 1979) è un attore turco.

## Biografia
Fatih Koyunoğlu è nato il 20 gennaio 1979 a Istanbul (Turchia), nel 2005 si è laureato presso il dipartimento teatrale del conservatorio statale dell'Università di Istanbul. Tra il 2003 e il 2007 si è esibito presso i teatri municipali di Bakırköy.
Si è esibito in varie opere teatrali come Generallerin 5 Çayı, Teneke, Klakson Borazanlar Bırtlar, İkinci Caddenin Mahkumu, Yaşamın kıyısında Melih Cevdet, Kadınlarda Savaşı Yitirdi, Sezuanın İyi İnsanı, Günün Adamı, Albay Kuş (2008), Markalı Hava (2009), Generaller, Savaş Ve Barbekü (2010), Bölge Hastanesi (2012), Babaanem 100 Yaşında (2012), Arturo Ui'nin Önlenebilir Tırmanışı (2013), 5. Frank (2014), İvan İvanoviç Var mıydı, Yok muydu? (2016), İntiharın Genel Provası (2017), Aşk Hikayen Düşmüş (2022), Meçhul Paşa (2023) e Hayalbaz Kaşifler (2023).
Nel corso della sua carriera ha recitato in varie serie televisive come nel 2004 in Kalp Gözü e in Şeytan Ayrıntıda Gizlidir con il ruolo di Ekrem, nel 2007 in Dağlar Delisi con il ruolo di İlbey, in Geniş Zamanlar con il ruolo di Recep e in Elveda Rumeli con il ruolo di Komutan, nel 2008 in Beni Unutma con il ruolo di Selahattin, nel 2009 e nel 2010 in Balkan Düğünü, nel 2010 in Türkan con il ruolo di Ayhan, nel 2011 e nel 2012 in Mor Menekşeler con il ruolo di Vedat, nel 2012 in Son Yaz - Balkanlar 1912, nel 2013 e nel 2014 in Beni Böyle Sev con il ruolo di Ilyas Keskin, nel 2014 in Ulan İstanbul con il ruolo di Ali, nel 2015 in Kara Kutu con il ruolo di Macil, nel 2015 e nel 2016 in Yeter con il ruolo di Zafer, dal 2017 al 2019 in İstanbullu Gelin con il ruolo di Akif, dal 2019 al 2021 in My Home My Destiny (Doğduğun Ev Kaderindir) con il ruolo di Nuh, nel 2022 e nel 2023 in Çöp Adam con il ruolo di Selim. Ha anche recitato in diversi lungometraggi come nel 2005 in 2 Süper Film Birden, nel 2008 in Plajda, nel 2014 in Zaman Makinesi 1973, nel 2016 in 5 Dakkada Degisir Bütün Isler, nel 2017 in Yaşamak Güzel Şey.

## Vita privata
Fatih Koyunoğlu è sposato con l'attrice e collega Ayça Aykut.

## Filmografia

### Cinema
- 2 Süper Film Birden, regia di Murat Seker (2005)
- Plajda, regia di Murat Şeker (2008)
- Zaman Makinesi 1973, regia di Aram Gülyüz (2014)
- 5 Dakkada Degisir Bütün Isler, regia di Orçun Benli (2016)
- Yaşamak Güzel Şey, regia di Müfit Can Saçıntı (2017)

### Televisione
- Kalp Gözü – serie TV (Kanal 7, 2004)
- Şeytan Ayrıntıda Gizlidir – serie TV, 3 episodi (TRT 1, 2004)
- Dağlar Delisi – serie TV, 5 episodi (Star TV, 2007)
- Geniş Zamanlar – serie TV (Star TV, 2007)
- Elveda Rumeli – serie TV, 7 episodi (ATV, 2007)
- Beni Unutma – serie TV (Kanal D, 2008)
- Balkan Düğünü – serie TV, 7 episodi (Show TV, 2009-2010)
- Türkan – serie TV, 6 episodi (Kanal D, 2010)
- Mor Menekşeler – serie TV, 29 episodi (TRT 1, 2011-2012)
- Son Yaz - Balkanlar 1912 – serie TV, 1 episodio (ATV, 2012)
- Beni Böyle Sev – serie TV, 63 episodi (TRT 1, 2013-2014)
- Ulan İstanbul – serie TV, 1 episodio (Kanal D, 2014)
- Kara Kutu – serie TV, 1 episodio (Kanal D, 2015)
- Yeter – serie TV, 34 episodi (ATV, 2015-2016)
- İstanbullu Gelin – serie TV, 87 episodi (Star TV, 2017-2019)
- My Home My Destiny (Doğduğun Ev Kaderindir) – serie TV, 43 episodi (TV8, 2019-2021)
- Çöp Adam – serie TV, 24 episodi (Star TV, 2022-2023)

## Teatro
- Generallerin 5 Çayı
- Teneke
- Klakson Borazanlar Bırtlar
- İkinci Caddenin Mahkumu
- Yaşamın kıyısında Melih Cevdet
- Kadınlarda Savaşı Yitirdi
- Sezuanın İyi İnsanı
- Günün Adamı
- Albay Kuş (2008)
- Markalı Hava (2009)
- Generaller, Savaş Ve Barbekü (2010)
- Bölge Hastanesi (2012)
- Babaanem 100 Yaşında (2012)
- Arturo Ui'nin Önlenebilir Tırmanışı (2013)
- 5. Frank (2014)
- İvan İvanoviç Var mıydı, Yok muydu? (2016)
- İntiharın Genel Provası (2017)
- Aşk Hikayen Düşmüş (2022)
- Meçhul Paşa (2023)
- Hayalbaz Kaşifler (2023)

## Doppiatori italiani
Nelle versioni in italiano dei suoi film e delle sue serie TV, Fatih Koyunoğlu è stato doppiato da:
- Emiliano Reggente[20] in My Home My Destiny[21]

## Riconoscimenti
- Premio del teatro Akmen
  - 2018: Vincitore come Attore non protagonista dell'anno per l'opera teatrale İntiharın Genel Provası